# 이중서
이중서(1995년 6월 9일 ~ )는 대한민국의 축구 선수이다. 포지션은 공격수이며 현 K4리그의 전주시민축구단 소속이다.